# Luverdense EC
Luverdense Esporte Clube – brazylijski klub piłkarski z siedzibą w Lucas do Rio Verde w stanie Mato Grosso.

## Historia
Luverdense Esporte Clube został założony 24 stycznia 2004. W tym samym roku klub przystąpił do pierwszej ligi stanowej. Pierwszym sukcesem Luverdense było wygranie pierwszej edycji Copa Governador do Mato Grosso w 2004. Sukces ten klub powtórzył w 2007 i 2011 roku. Dzięki triumfowi w 2004 klub zakwalifikował się do rozgrywek Campeonato Brasileiro Série C. W Série C klub odpadł w pierwszej fazie rozgrywek, zajmując ostatecznie 40. miejsce. Dzięki triumfowi w 2007 klub po raz drugi zakwalifikował się do rozgrywek Campeonato Brasileiro Série C. W Série C klub dotarł do trzeciej fazy rozgrywek, zajmując ostatecznie 16. miejsce. W kolejnych latach Luverdense zajmowała w Série C: 11, 8 i 7 miejsce. W 2012 po raz drugi zdobyło mistrzostwo stanu.

## Sukcesy
- 5 sezonów w Campeonato Brasileiro Série C: 2005, 2008-.
- mistrzostwo stanu (2): 2009, 2012.
- Copa Governador do Mato Grosso (3): 2004, 2007, 2011.

## Trenerzy klubu
- Dinho (2005-2006)